# Loch Avon
Loch Avon, auch Loch A’an, ist ein Süßwassersee am Südwestrand der schottischen Council Area Moray beziehungsweise der traditionellen Grafschaft Banffshire. Er liegt in den Cairngorm Mountains jeweils etwa 16 Kilometer südöstlich von Aviemore beziehungsweise nordwestlich von Braemar. Der kleinere Loch Etchachan befindet sich etwa 1,5 Kilometer südlich. Seine Ufer sind unbesiedelt.
Der See war im September 1861 Ziel eines Ausflugs der auf Balmoral Castle weilenden Königin Viktoria und ihrem Gemahl Albert.

## Beschreibung
Der See liegt auf einer Höhe von 725 Metern über dem Meeresspiegel. Der langgezogene Loch Avon weist eine maximale Länge von 2,5 Kilometern bei einer maximalen Breite von 0,33 Kilometern auf, woraus sich eine Fläche von 56 Hektar und ein Umfang von sechs Kilometern ergeben. Der flache See besitzt ein Volumen von 4.347.062 Kubikmetern. Sein Einzugsgebiet beträgt 1307 Hektar. Loch Avon besitzt eine durchschnittliche Tiefe von nur 7,8 Metern. Am Ostufer fließt der Avon ab, der über den Spey in den Moray Firth entwässert. Verschiedene Bergbäche speisen den Loch Avon.
In den zentralen Cairngorms gelegen, steigen die Uferbereiche, mit Ausnahme des Avon-Tals im Osten, steil an. Im Südwesten erhebt sich der 1120 Meter hohe Carn Etchachan, der sich zum Ben Macdui, dem zweithöchsten Berg des Vereinigten Königreichs, fortsetzt. Im Norden befindet sich der 1244 Meter hohe Cairn Gorm, welcher die Grenze zur benachbarten Council Area Highland markiert; im Süden der 1182 Meter hohe Beinn Mheadhoin.